# The Gingerdead Man
The Gingerdead Man es una película de comedia de terror de 2005 dirigida por Charles Band y protagonizada por Gary Busey que fue lanzada en DVD por las producciones Shoot Productions.

## Argumento
En un restaurante pequeño llamado Cadillac Jack, en Waco, Texas, un asesino loco, llamado Millard Findlemayer (Gary Busey), inicia una matanza y asesina a dos miembros de la familia Leight: el padre, Jeremy (James Snyder) y al hijo, James (Newell Alexander) pero deja a la madre, Betty (Maggie Blye), y a su hija Sarah, con vida y les pide que no lo acusen con la policía. De cualquier manera, si las hiere disparándoles y se va del lugar. Debido a que Sara sobrevivió al disparo, ella acusa al asesino Millard, la policía arresta al hombre y es sentenciado a morir en la silla eléctrica. Después de la ejecución, Findlemayer es quemado y sus cenizas son enviadas a su madre (E. Dee Biddlecome), una especie de bruja. Ella usa las cenizas de su hijo y magia negra para producir una mezcla para hacer masa de galletas.
Tiempo después, una pastelería a cargo de los Leight, se encuentra en una situación desesperada. Mientras que Betty se ve perdida en alcohol, debido a que no superó la muerte de su esposo y de su hijo, Sarah envía a casa a su empleada Julia (Daniela Melgoza). Un hombre, llamado Jimmy Dean (Larry Cedar), intenta comprar la panadería para derribarlo, pero Sarah le dice que no va a venderla, y discute con la hija de Dean, Lorna (Alexia Alemán).
De vuelta en el trabajo, Sarah y otro empleado de la panadería, Brick Field (Jonathan Chase), encuentran un paquete que contiene una mezcla misteriosa de pan de jengibre en la puerta trasera de la panadería, la cual fue dejada por la madre de Findlemeyer. Ellos comienzan a utilizar la mezcla, pero Brick se corta, lo que permite que su sangre contamine la masa. Así, una mano empieza a moverse en la harina de una forma aterradora, sin embargo, nadie lo nota. Sarah permite que Brick salga temprano para que pueda ir al ring local, donde practica lucha libre. Luego hace un gran hombre de jengibre grande con la masa contaminada y lo coloca en el horno industrial para cocerlo.
Lorna vuelve a la panadería y suelta una rata en el negocio, para que el departamento de salud clausure el lugar, pero Sarah la descubre y ambas comienzan una breve pelea. Debido a esto, Lorna golpea un interruptor cerca del horno, provocando un apagón y una descarga eléctrica pase dentro del horno, donde el hombre de jengibre está cocinándose, dándole vida.
Amos Cadbury (Ryan Locke), el novio de Lorna, que se ha cansado de esperarla afuera, llega a la escena. Sarah retira al hombre de jengibre del horno, y en ese momento el hombre de jengibre salta, burlándose de ellos. Sarah intenta llamar a la policía, pero descubre que la línea está muerta. Lorna llama a su padre con el teléfono celular de Amos antes de que la batería se agote.
Betty regresa al lugar en busca de su botella de alcohol y Julia regresa en busca de Betty. Betty ve al hombre de jengibre y, debido a que piensa que no es real, lo confronta, provocando que la criatura le corte un dedo y la meta en el horno. Mientras, Julia es noqueada con un sartén, envuelta en betún, decorada y puesta en el congelador.
Amos vuelve a su coche y saca una pistola. Jimmy Dean llega a recoger a Lorna. Mientras investiga el coche de Amos, el hombre de jengibre conduce su coche y lo atropella, dejándolo aplastado en la pared de la panadería. Amos y Sarah rescatan a Julia del congelador. Sarah le dice a Amos que piensa que el hombre de jengibre asesino es Millard.
Lorna decide esperar a su padre afuera, pero descubre su cuerpo contra en la pared de la panadería. Ella toma el anillo de su padre y se dirige hacia el interior, donde, accidentalmente activa una trampa puesta por el hombre de jengibre, haciendo que un cuchillo caiga en su frente, matándola. Sarah y Amos encuentran a Betty y tratan de rescatarla del horno, pero el hombre de jengibre encierra a Sarah en el horno y golpea a Amos con un martillo, noqueandolo. Amos se recupera rápido, dispara al bloqueo de la puerta y salva a Sarah. El hombre de jengibre ataca con la pistola de Amos y abre fuego. Julia y Brick, que llega en ese momento, logran someterlo, luego Brick se come la cabeza del hombre de jengibre. Todo parece haber acabado, pero Brick resulta ser poseído por el hombre de jengibre. Logran meterlo en el horno y se cuece hasta la muerte.
Varios meses después, Betty, Sarah, y Amos está teniendo una venta de pasteles para recaudar fondos para el hospital, con un poco de ayuda de dos enfermeras (Debra Mayer y Shank Kaycee). Dos niños preguntan si tienen algunas galletas de jengibre, y una de las enfermeras les dice que una señora mayor (presumiblemente la madre de Millard) se detuvo por unos minutos y dejó algunas. La enfermera abre la caja, dejando al descubierto cinco galletas de jengibre, que abren los ojos. Una de las galletas de jengibre es comprada por una mujer, que también compra una caja llena de dulces y las envía a su hermana en Los Ángeles, la creación de la trama de la secuela.

## Reparto
- Gary Busey como Millard Findlemeyer/The Gingerdead Man.
- Robin Sydney como Sarah Leigh.
- Ryan Locke como Amos Cadbury.
- Alexia Alemán como Lorna Dean.
- Jonathan Chase como Brick Fields.
- Margaret Blye como Betty Leigh.
- Daniela Melgoza como Julie.
- Newell Alexander como James Leigh.
- James Snyder como Jeremy Leigh.
- Larry Cedar como Jimmy Dean.
- Kyle Lupo como Gingerdead Man Suit.
- E. Dee Biddlecome como Mamá de Millard.